# Godzilla vs. Destoroyah
Godzilla vs. Destoroyah är en japansk film från 1995 regisserad av Takao Okawara. Det är den tjugoandra filmen om det klassiska filmmonstret Godzilla.

## Handling
Godzillas kärnenergi är utom kontroll, p.g.a. rädslan att han ska explodera görs försök att kyla ned honom samtidigt som ett urmonster väckt till liv av syreförintaren som dödade den första Godzilla måste bekämpas.

## Om filmen
Filmen hade världspremiär i Japan den 9 december 1995, den har inte haft svensk premiär.

## Rollista (urval)
- Takuro Tatsumi - doktor Kensaku Ijuin
- Yôko Ishino - Yukari Yamane
- Yasufumi Hayashi - Kenichi Yamane
- Kenpachiro Satsuma - Godzilla
- Ryo Hariya - Destroyah
- "Hurricane Ryu" Hariken - Godzilla jr